# Фантастичний містер Лис
«Фантастичний містер Лис» (англ. Fantastic Mr. Fox) — дитяча повість британського письменника Роальда Дала. Твір був написаний у період з 1962 по 1965 роки і вперше вийшов 1 червня 1970 року у видавництві George Allen & Unwin.

## Сюжет
В норі під деревом живе дуже розумний та хитрий містер Лис, разом з дружиною та чотирма дітьми. Щоб прогодувати родину він щовечора крадькома забігає по черзі до трьох злих, жадібних та тупоголових фермерів — Бульки, Бевзя та Беня, і краде в них кур, качок та індичок. Фермери намагаються знищити містера Лиса та всю його родину, але той придумує фантастичний план...

## Екранізації
У 2009 році вийшов ляльковий мультфільм «Незрівнянний містер Фокс».